# Randolph (Nebraska)
Randolph és una població dels Estats Units a l'estat de Nebraska. Segons el cens del 2000 tenia 955 habitants.

## Demografia
Segons el cens del 2000, Randolph tenia 955 habitants, 409 habitatges, i 265 famílies. La densitat de població era de 392,3 habitants per km².
Dels 409 habitatges en un 27,1% hi vivien nens de menys de 18 anys, en un 57,5% hi vivien parelles casades, en un 5,9% dones solteres, i en un 35% no eren unitats familiars. En el 33% dels habitatges hi vivien persones soles el 21,8% de les quals corresponia a persones de 65 anys o més que vivien soles. El nombre mitjà de persones vivint en cada habitatge era de 2,24 i el nombre mitjà de persones que vivien en cada família era de 2,83.
Per edats la població es repartia de la següent manera: un 22,7% tenia menys de 18 anys, un 5% entre 18 i 24, un 22,8% entre 25 i 44, un 18,3% de 45 a 60 i un 31,1% 65 anys o més.
L'edat mediana era de 45 anys. Per cada 100 dones de 18 o més anys hi havia 84 homes.
La renda mediana per habitatge era de 30.486 $ i la renda mediana per família de 40.000 $. Els homes tenien una renda mediana de 28.125 $ mentre que les dones 13.500 $. La renda per capita de la població era de 19.343 $. Aproximadament el 4,9% de les famílies i el 7% de la població estaven per davall del llindar de pobresa.

## Poblacions més properes
El següent diagrama mostra les poblacions més properes.